# Herbert Bräuning
Herbert Bräuning (* 11. April 1921 in Kassel; † 21. Juni 2014 in Germering) war ein deutscher literarischer Übersetzer, Journalist und Autor. Er verbrachte wegen Boykotthetze mehrere Jahre in Haftanstalten der DDR.

## Leben
Bräuning wuchs in Düsseldorf auf. Nach dem Abitur wurde er zur Wehrmacht eingezogen und verbrachte fünf Jahre an verschiedenen Fronten.
Nach dem Zweiten Weltkrieg studierte er Germanistik, Romanistik und Theaterwissenschaften an der Universität Leipzig. Durch Vermittlung des Germanisten Hans Mayer kam Bräuning nach Ost-Berlin, wo er als Verlagslektor und Übersetzer arbeitete. Hier lernte er seine spätere Ehefrau Ursula (1928–2022)  kennen, die er 1951 heiratete.
Seine Zustimmung zur Politik der DDR wich immer mehr der Skepsis, die er letztlich auch in einem Zeitungsaufsatz äußerte. Vor der Übersiedlung in den Westen wurden Bräuning und seine Frau Ursula verhaftet und wegen „Boykotthetze“ verurteilt: Herbert Bräuning wurde zu drei Jahren Haft verurteilt, seine Frau Ursula zu zweieinhalb Jahren. In der Haft, die teilweise eine Dunkelhaft war, verfasste Bräuning im Kopf 28 Sonette, die er erst nach seiner Haftentlassung zu Papier bringen konnte.
Ab 1959 lebte das Ehepaar Bräuning in der Bundesrepublik Deutschland. Herbert Bräuning arbeitete in West-Berlin, Hamburg und München als Redakteur und literarischer Übersetzer. Seit 1971 lebte das Ehepaar in Germering. Seit seinem 82. Lebensjahr war Bräuning erblindet.
Seine Frau Ursula arbeitete im Schriftstellerverband, dessen Geschäftsführerin sie von 1973 bis 1975 war, und baute hier das Autorenversorgungswerk der VG Wort mit auf (bei der VG Wort wirkte sie ab 1975 für ein Jahrzehnt mit). Dafür wurde sie im Jahr 1985 mit dem Bundesverdienstkreuz ausgezeichnet. Sie starb am 31. August 2022.

## Arbeit als Schriftsteller und Übersetzer
Bräuning begann im Jahr 1941 mit der Veröffentlichung von Gedichten und Erzählungen. Er schrieb insgesamt zehn Romane und übersetzte unter anderem Werke von Alexandre Dumas, Henri Barbusse, Vladimir Pozner und Jorge Amado.